# Romainville
Romainville é uma comuna francesa situada no departamento de Seine-Saint-Denis, na região da Ilha de França.

## Transporte
Várias linhas de ônibus servem Romainville.
Romainville atualmente não têm nem estação de trem, nem estação de metrô no seu território (enquanto que o bonde teve um terminal no início do século XX).

### Projeto de Metrô
A cidade será em breve servida pela Linha 11 do Metrô (estendida até a estação RER de Rosny-Bois-Perrier, e depois no longo prazo à de Noisy-Champs). Depois da RATP, em novembro de 2014, o Conselho de Administração do STIF, adotou em dezembro de 2014 o acordo de financiamento relacionado com estudos do projeto de extensão da linha 11 para Rosny-Bois-Perrier, para um montante total de 60 milhões de euros. O trabalho preparatório para a extensão da linha foi iniciado em fevereiro de 2015 em Romainville. A própria construção deveria começar em 2016.
Duas estações em Romainville :
- a estação Serge Gainsbourg será localizada próximo à divisa comunal com Les Lilas, no boulevard du General Leclerc entre as squares Henri Dunant e Giraud. Ele servirá para o coração da cidade, o bairro Cachin e a futura praça de comércio.
- a estação Place Carnot (onde está localizado o cinema Le Trianon), e permitirá uma conexão com a Linha de bonde T1.

### Projeto de tramway
Além disso, a Linha 1 do Tramway da Ilha de França servirá Romainville em 2019. A extensão é de fato reconhecida e prevista para o serviço das comunas de Bobigny, Noisy-le-Sec, Romainville, Montreuil, Rosny-sous-Bois e Fontenay-sous-Bois. O tramway T1 de Bobigny a Val de Fontenay constituirá o transporte público em anel mais longo em torno de Paris (cerca de 25 km). Um duplo terminal será feito na estação Bobigny - Pablo Picasso. Isso vai garantir que ele opere em dois arcos até Asnières-Gennevilliers (92) de uma parte e Val de Fontenay de outra parte.
Três estações serão localizadas no território de Romainville : Place Carnot, com acesso à Linha 11 do Metrô, Collège-Courbet e Libre-Pensée.

## Toponímia
O nome da cidade vem do latim "Romanavilla" de Romanus, bispo de Meaux no século VIII e de villa, o domínio.

## História
- O esqueleto de um homem do tempo neolítico foi descoberto na pedreira de Molibous em 1845.
- Vestígios galo-romanos.
- O testamento de Ermenthrude, proprietária do lugar no século VII, atesta a existência de Romainville nesta época e a riqueza do domínio.
- Em 1326, os habitantes obtêm a supressão das "garennes royales" ("viveiros reais"), que degradavam suas culturas.
- Em 1351, menção de um leprosário.
- Durante a Guerra dos Cem Anos, Henrique VI de Inglaterra confiscou algumas terras para doar a alguns de seus fiéis.
- Em 1630, o senhor Nicolas de Quélen decidiu construir o castelo, que se tornou em 1723 a propriedade da família de Ségur.
- Em 29 de março de 1814, as tropas aliadas se apreendem nas alturas de Romainville que, depois de intensos combates, se mantêm no poder das tropas francesas, de Marmont até o momento em que os aliados destacam as forças tão impressionante que os franceses foram forçados a abandonar a vila.
- Em 30 de março de 1814, após a capitulação de Paris, os Russos estabeleceram seu cerco.
- Os Fortes de Romainville (atualmente na comuna de Les Lilas que não havia sido criada pela separação da cidade de Romainville no momento da construção do forte) e de Noisy-le-Sec (que se localiza no território de Romainville) foram construídos sobre as instruções de Thiers, a fim de participar de uma linha de frente da defesa de Paris.
- Em 1867, a comuna de Les Lilas é criada por desmembramento da de Romainville.

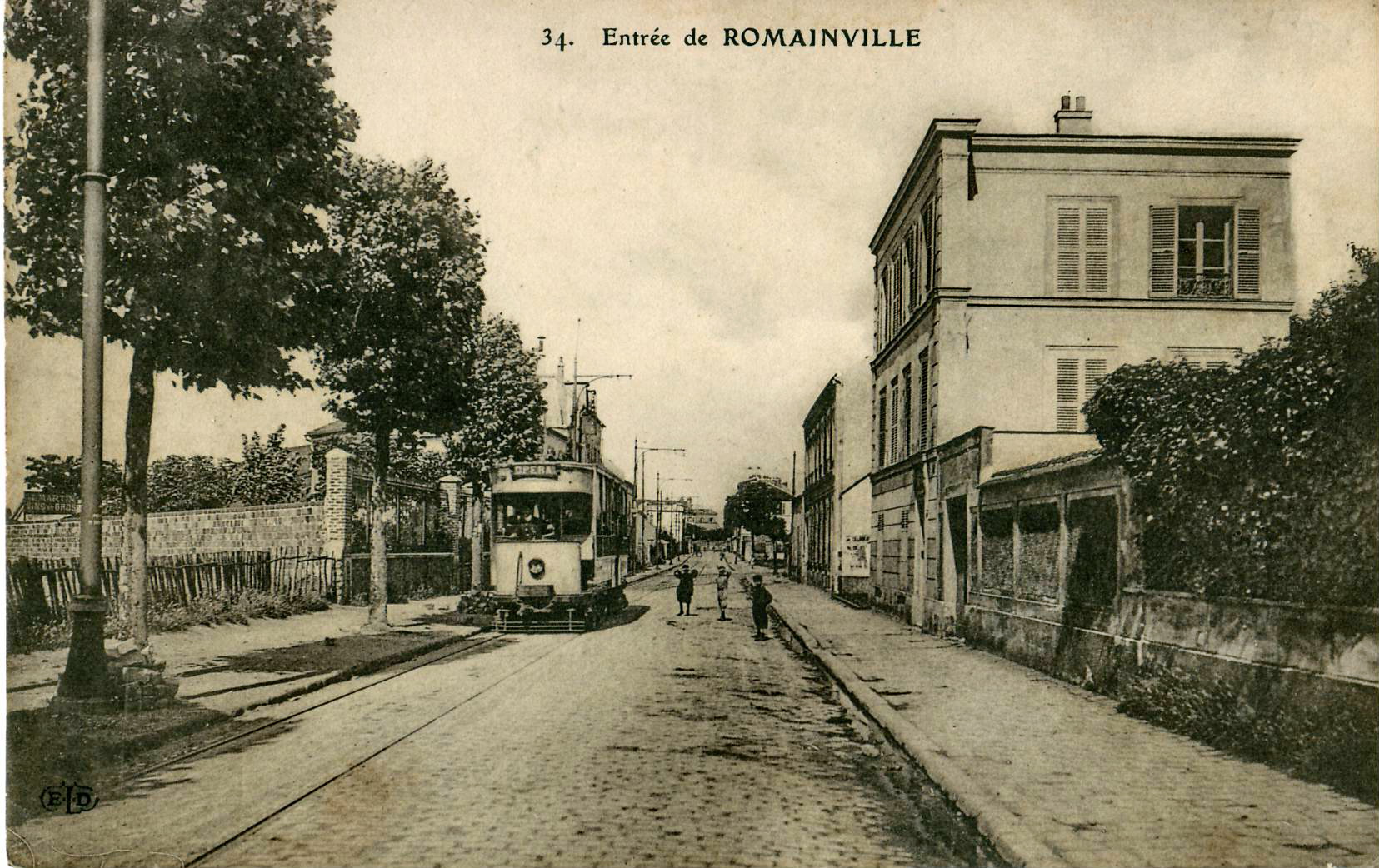
A entrada de Romainville, no início do século XX.
um tramway da Compagnie des tramways de l'Est parisien (PE), sucessor do Tramway de Romainville circula na direção da place de l'Opéra.

- Ocupação prussiana durante a Guerra Franco-Prussiana de 1870.
- A comuna é servida desde 1896 pelos bondes da Compagnie du tramway de Paris à Romainville que levam à place de la République. A companhia foi absorvida em 1900 pela Compagnie des tramways de l'Est parisien, ela própria integrada em 1921 na STCRP, precursora da RATP. A última linha de bonde a servir Romainville, o 95A (place de la République — Gargan), deixou de funcionar no dia 17 de dezembro de 1934[2].
- No século XX, a cidade se tornou rapidamente mais industrializada, com o desenvolvimento da farmácia no bairro dos Pays-Bas. De fato, a Compagnie générale des omnibus tinha instalado grandes estábulos nos Limites de Pantin, todas próximas, e o Doutor Gaston Roussel (1877-1947) utilizava desde 1909 o soro de cavalos para a fabricação de um fortificante contra a anemia, o Hémostyl. Este local de produção e a fábrica UCLAF I de 7 hectares e quase 2000 funcionários em 1928 são o berço da empresa Roussel-UCLAF, incorporada pela Sanofi, em 2004 com a aquisição da Aventis,[3].
- Durante a ocupação, o forte de Romainville foi utilizado como campo de internamento nazista. 3900 mulheres e é de 3.100 homens foram detidos antes de ser deportados.
- Bombardeios em abril e junho de 1944.
- Em 1953, cinema Le Trianon. Cinema construído pelo arquiteto Charles Genêtre sobre a localização de um primeiro café/cinema le Trianon, destruído durante a guerra. Este cinema praticamente não mudou desde a época de sua construção. A emissão La Dernière Séance tem sido muitas vezes registrada[4]. É agora usado como um estúdio de gravação para transmissões de televisão. Ele pertence desde 1984 às cidades de Romainville e Noisy-le-Sec, as quais são associadas para mantê-lo como um lugar vivo da sétima arte. Protegido como cinema representativo da década de 1950, ele foi classificado em julho de 1997 no inventário dos Monumentos Históricos.

## Geminação
- Benfleet (Reino Unido)
- Casalecchio di Reno (Itália)